# Ґобі Ебергардт
Ґобі Ебергардт (нім. Goby Eberhardt; повне ім'я Йоганн Якоб Ебергардт; 29 березня 1852, Франкфурт-на-Майні — 13 вересня 1926, Любек) — німецький скрипаль, музичний педагог і композитор. Батько Зіґфріда Ебергардта.
Почав заняття музикою в ранньому віці під керівництвом Фрідріха Вільгельма Дітца (1833—1897), учня Луї Шпора; потім навчався у Августа Вільгельма. Виступав з 12 років, в п'ятнадцятирічному віці був призначений концертмейстером у франкфуртську Комічну оперу, в 1870 зайняв пост концертмейстера в Бернському оркестрі, потім вів оркестри в Роттердамі, Берліні та Гамбурзі. У 1900 внаслідок інсульту був змушений залишити виконавську кар'єру і повністю зосередитися на викладанні та композиції, опублікувавши вже в наступному році перший навчальний курс.
Розробив оригінальну педагогічну методику, в якій важливе місце займали вправи для лівої руки без видобування звуків. Його також займали проблеми психологічної та фізіологічної природності в роботі виконавця: вже в 1907 він присвятив цьому питанню книгу «Моя система вправ для скрипки і фортеп'яно на психофізіологічній основі» (нім. Mein System des Übens für Violine und Klavier auf psycho-physiologischer Grundlage). Цей інтерес Ебергардт передав своєму синові, в співавторстві з яким вийшла його остання методична книга «Природний шлях до вищої віртуозності» (нім. Der natürliche Weg zur höchsten Virtuosität; 1924). Крім того, в 1926 році опублікував книгу нарисів про видатних музикантів «Спогади про відомих людей нашої епохи» (нім. Erinnerungen an bedeutende Männer unserer Epoche).